# 細頭黃魴鮄
細頭黃魴鮄，為輻鰭魚綱鮋形目牛尾魚亞目黃魴鮄科的其中一種，分布於中西大西洋區，從美國新澤西州至蘇利南海域，棲息深度247-274公尺，體長可達7公分，為底棲性魚類，屬肉食性，生活習性不明。

## 擴展閱讀
維基物種上的相關：細頭黃魴鮄